# Ralf Reichenbach

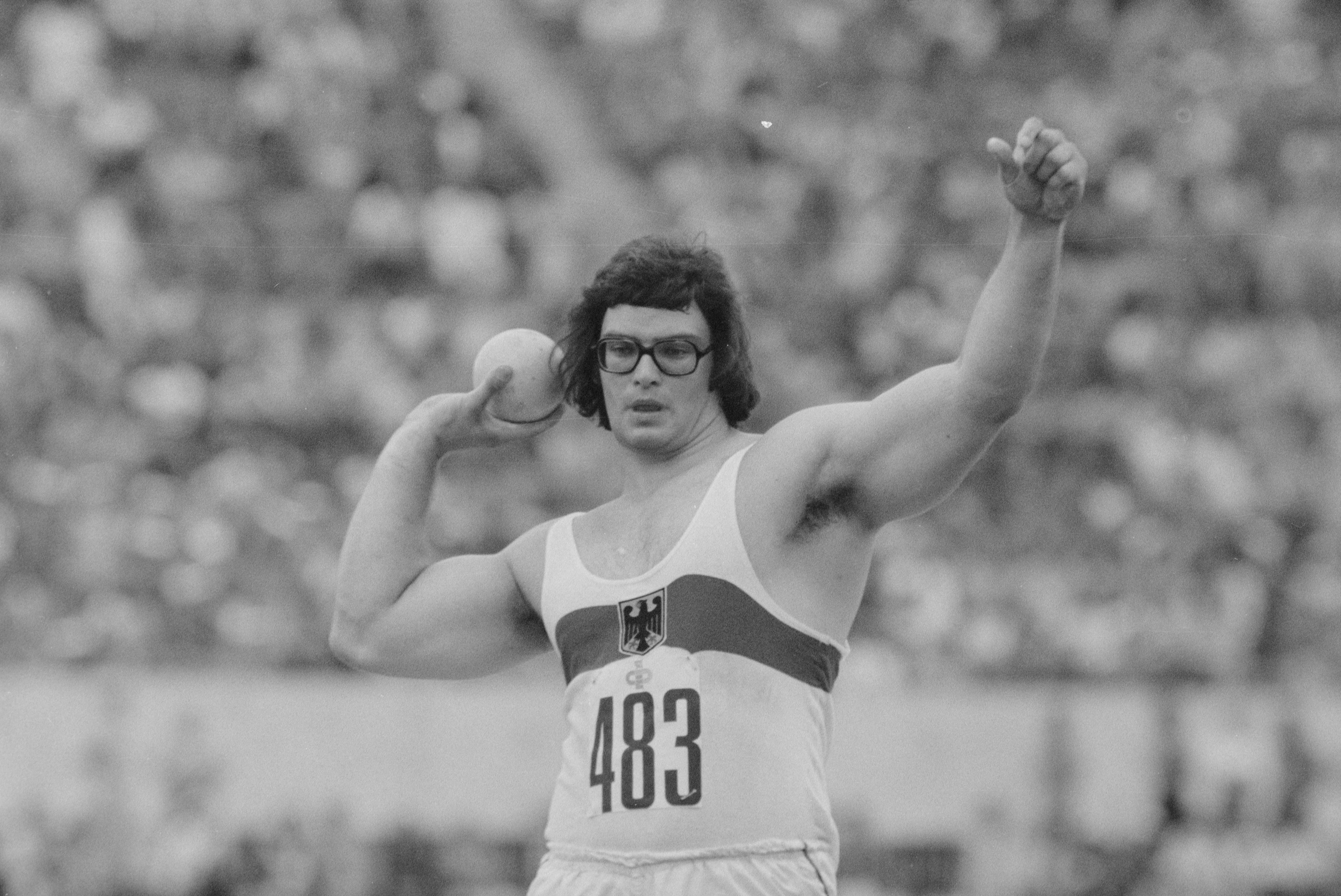
Ralf Reichenbach bei den Leichtathletik-Europameisterschaften 1974 in Rom

Ralf Reichenbach (* 31. Juli 1950 in Wiesbaden; † 12. Februar 1998 in Berlin) war ein deutscher Leichtathlet und Olympiateilnehmer.
Reichenbach kam über seinen Vater, der auch Kugelstoßer war, zum Sport. Er gehörte zunächst dem Sportverein OSC Berlin an, später der LG Süd Berlin. Er war 2,00 m groß und wog in seiner aktiven Zeit bis zu 154 kg. Reichenbach wurde in den Zeiträumen 1972 bis 1975 und 1977 bis 1981 neunmal Deutscher Meister im Kugelstoßen. Siehe auch: Liste der Deutschen Meister im Kugelstoßen Sein größter Erfolg ist der zweite Platz bei den Europameisterschaften 1974. Seine beste Leistung im Kugelstoßen mit 21,51 Metern erreichte er am 8. August 1980 in Berlin. Er steht damit auf dem fünften Platz des DLV in der ewigen Bestenliste. Nach seiner aktiven Zeit betrieb er zwei Fitnessstudios und Gaststätten in Berlin und führte seinen Sport als Bodybuilder weiter. An Wettkämpfen in dieser Sportart nahm er jedoch nicht teil. Reichenbach starb 1998 an einem plötzlichen Herztod, vermutlich als Folge des Dopings mit Anabolika und Wachstumshormonen. Reichenbach gab zu, Anabolika genommen zu haben. Laut Manfred Ommer hätte Reichenbach in seiner aktiven Zeit gesagt: „Ich sterbe lieber zehn Jahre früher, wenn ich dafür Olympiasieger werde.“ Reichenbach sagte im Januar 1988 im Aktuellen Sportstudio: „Ich bereue nichts, weder den Hochleistungssport noch die Anabolika.“ Er war ein Verfechter der Freigabe von Dopingmitteln bei gleichzeitiger Aufklärung. Er warf 1988 den Funktionären vor, Olympianormen so hoch anzusetzen, dass sie nur mit verbotenen Mitteln zu erreichen seien.

## Internationale Wettkämpfe (Auswahl)
- 1971, Halleneuropameisterschaften: Platz 6 (18,65 – 17,98 – ungültig – 18,17 – 18,48 m – ungültig)
- 1971, Europameisterschaften: Platz 11 (18,37 – 17,55 – 18,74 m)
- 1972, Olympische Spiele: Platz 13 (19,48 – ungültig – ungültig)
- 1974, Europameisterschaften: Platz 2 (20,38 m – 19,27 – 19,91 – 19,39 – 20,05 – 19,80)
- 1976,  Olympische Spiele: in der Qualifikation ausgeschieden
- 1977, Halleneuropameisterschaften: Platz 6 (19,19 – 19,43 m – ungültig – ungültig – ungültig – ungültig)
- 1978, Europameisterschaften: in der Qualifikation ausgeschieden